# Cyril Despres
Cyril Despres (nascido em 24 de janeiro de 1974 em Fontainebleau) é um piloto francês de rali/enduro, cinco vezes campeão do Rali Dakar. Reside há vários anos no Principado de Andorra, onde já participou em diversas atividades relacionadas com o mundo das motocicletas.
Atualmente disputa ralis pela equipe KTM.
A 8ª etapa do Rally Dakar de 2012 ficou marcada por uma polémica que o envolveu, Cyril Després perdeu cerca de oito minutos atolado num lamaçal durante a especial entre as cidades de Copiapó e Antofagasta, mas foi beneficiado pela organização que anulou o tempo desperdiçado. A decisão foi desaprovada pelo seu principal rival na disputa, Marc Coma, que tinha vencido a etapa com mais de 17 minutos de vantagem, o que lhe rendeu a liderança nas motos com quase dez minutos à frente de Després no quadro geral. No entanto, a larga vantagem durou pouco tempo, pois a organização do Dakar resolveu devolver os 8min6s perdidos por Després.
"É difícil entender a decisão que eles tomaram hoje. O rali sempre premiou quem supera as dificuldades encontradas, e nesse caso, frente à dificuldade, devolveram o tempo aos primeiros pilotos, e a mim, eles dizem que não podem me dar tempo porque eu passei bem. É ir contra o espírito do rali", desabafou Coma ao site argentino Corsa.
Outros pilotos que também tiveram dificuldade de passar pelo trecho de lama e ficaram atolados também foram beneficiados. O luso Paulo Gonçalves, da Husqvarna, foi um deles e recebeu de volta os 9min34s perdidos, no entanto o português envolveu-se numa polêmica com Després. Os dois estiveram atolados no mesmo trecho e foi Gonçalves quem ajudou o francês livrar-se da lama, no entanto o auxílio não foi retribuído como era esperado pelo piloto luso, pois assim que Despres se viu liberto da lama, fugiu de imediato, deixando Gonçalves atolado... (http://esportes.terra.com.br/motociclismo/noticias/0,,OI5551012-EI5083,00-Despres+e+beneficiado+em+decisao+polemica+no+Rally+Dakar.html)

## Honras
- Vencedor do Rali Dakar em 2005, 2007, 2010, 2012 e 2013 (segundo em 2003, 2006, 2009 e 2011, 3º em 2004);
- Vencedor do Rali da Tunísia de 2004 e 2005;
- Vencedor do Rali do Marrocos em 2000, 2003 e 2010;
- Vencedor do Rali de Las Pampas de 2002;
- Vencedor do UAE Desert Challenge de 2001, 2002 e 2003.
- Vencedor do Rally dos Sertões (Brasil) de 2006 e 2011.